# Opéra royal de Bombay
L'Opéra royal de Bombay (ou Mumbay), aussi appelé l'Opéra, est le seul opéra qui subsiste en Inde. Le qualificatif « royal » provient du fait que la pierre angulaire fut posée en 1909, pendant le Raj britannique, et que le roi George VI inaugura l'édifice en 1911, alors que sa construction ne fut achevée qu'en 1912. Des ajouts y furent faits jusqu'en 1915,,.
Lorsque le cinéma devint populaire au début des années 1930, l'opéra fut modifié pour permettre la projection de films et des défilés de mode. La dernière séance de cinéma y eut lieu en janvier 1991. Après, l'ancienne principauté de Gondal fit l'acquisition des lieux aux termes d'un bail de 999 ans. C'est en 1993 que s'y tint la dernière manifestation publique : le défilé de mode du Kâthiâwar. Le terrain qui entoure le théâtre fait aussi partie de ce qu'on appelle l'Opéra de Mumbai,.
L'opéra finit par être fermé dans les années 1980. Il était jusqu'à récemment délabré, mais en mars 2008, des organismes gouvernementaux du Maharashtra annoncèrent qu'ils prenaient des mesures de conservation pour rendre sa splendeur première à cet édifice du patrimoine,Les ailes de l'opéra utilisées en 2006 n'abritaient qu'un « salon » de thé et quatre boutiques au rez-de-chaussée.

## Édifice
L'opéra, de style néo-classique,, fut conçu en 1908 par Maurice Bandmann et Jehangir Framji Karaka. Fait de marbre italien, il a été érigé sur un terrain loué, près des ponts Kennedy et Sandhurst. L'ouvrage fut terminé en 1912, mais plusieurs ajouts furent faits jusqu'en 1915. La figure qui surmontait le fronton fut remplacée par trois chérubins. Deux lustres en cristal uniques, appelés les Sans Souci, qui furent donnés par la famille de David Sassoon, qui les avait chez elle, furent déménagés dans le foyer ou l'auditorium de l'opéra (l'emplacement varie selon les sources). À l'entrée principale, le dôme est divisé en huit parties « en hommage aux poètes, aux dramaturges, aux romanciers, aux intellectuels et au monde des arts et de la culture ». Par le passé, l'opéra offrait des stalles d'orchestre cannées confortables, derrière lesquelles il y avait 26 rangs de loges dotées de canapés. L'aménagement des places permettait à tous les spectateurs assis dans les stalles d'orchestre ou au premier balcon de voir clairement la scène. L'acoustique fut étudiée pour que le poulailler entende clairement tout ce qui se disait et chantait sur scène. La façade était conçue pour qu'on puisse se rendre à l'entrée en voiture,,.

## Événements passés
Depuis son inauguration en 1912, l'Opéra fut la fierté de Bombay, car il était le seul du pays. La série de divertissements qui y fut présentée débuta par le spectacle du magicien américain Raymond, lequel fut suivi de plusieurs premières des fameux films de Bollywood. À ces premières s'ajoutèrent des pièces de théâtre en direct du producteur français Pathé, de Prithviraj Kapoor et de vedettes marathes comme Bal Gandharva et Dinanath Mangeshkar. Lata Mangeshkar, la chanteuse en play-back renommée de l'Inde, y donna son premier spectacle. En 1993, la dessinatrice de mode Sangita Kathiwada, parente de Jyotinder Singh, ancien maharajah du Gondal (propriétaire de l'endroit à l'époque), y organisa un défilé de mode, dernière manifestation publique qu'on y ait rapportée.

## Travaux de restauration
Au début, en mai 2001, on fit observer qu'en tant qu'édifice du patrimoine de la classe 2A, l'opéra ne pouvait pas être réaménagé, mais seulement restauré. Mais pour la restauration, il fallait trouver des fonds. Dans cet état des choses, le principe de planification était le suivant : 

« L'historicité de l'édifice et son architecture seront perdues s'il ne sert pas de théâtre, et il ne faudrait pas qu'il y ait un changement d'utilisateur. »

 Le projet initial était de transformer une partie du terrain libre en aménagements commerciaux pour générer les fonds nécessaires à la restauration et à l'entretien de l'édifice. Pour donner suite à ce projet, on jugeait aussi nécessaire de négocier avec le propriétaire actuel, le maharajah Vikramsinghji Bhojraji du Gondal pour obtenir son assentiment au plan d'encouragement.

Le gouvernement du Maharashtra voulait prendre en charge l'Opéra pour lui rendre sa splendeur première. Il demanda au Mumbai Urban Heritage Conservation Committee (MUHCC, comité pour la sauvegarde du patrimoine urbain de Mumbai) d'acquérir cet édifice du patrimoine après avoir vérifié sa situation juridique. Le MUHCC avait déjà été chargé d'établir des plans pour le restaurer. Le projet de sauvegarde détaillé fut préparé par des architectes spécialisés en conservation de Mumbai. En mai 2008, le MUHCC autorisa Abha Narain Lambah et ses associés, dont l'ingénieur en structures Satish Dhupelia, à réaliser la stabilisation de la structure de l'édifice et sa restauration. Abha, l'architecte, qui considérait cette restauration comme le projet de ses rêves, déclara :

« C'est un édifice extraordinaire. Si je le restaurais, ce serait la réalisation d'un rêve pour moi. »

 La réparation du toit, qui fuyait, et des balcons fut examinée en priorité. Une fois levés les obstacles à la restauration, les travaux finirent par débuter en avril 2010. Ils n'avaient pu débuter plus tôt parce que l'organe municipal n'avait pas délivré le certificat nécessaire à cause de problèmes de transfert de la propriété, celle-ci étant au nom du défunt maharajah du Gondal.